# Marilia flexuosa
Marilia flexuosa là một loài Trichoptera trong họ Odontoceridae. Chúng phân bố ở vùng Tân nhiệt đới và vùng Tân Bắc giới.